# Jakub Bart-Ćišinski

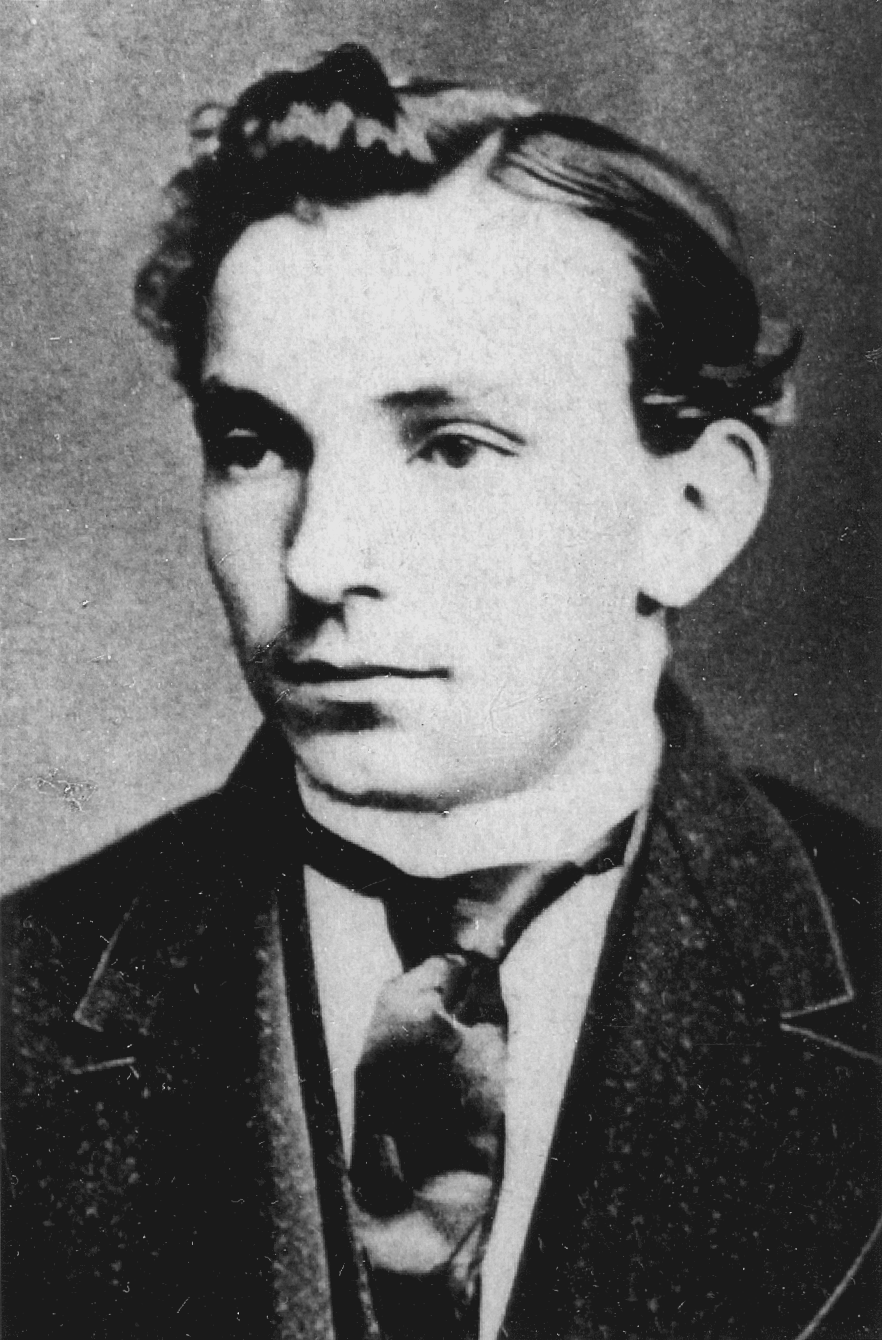
Jakub Bart-Ćišinski

Jakub Bart-Ćišinski (20. srpna 1856 Kuckau/Kukow – 16. října 1909 Panschwitz/Pančicy) byl lužickosrbský básník, dramatik, prozaik a katolický kněz. Po Handriji Zejlerovi byl druhým nejvýznamnějším básníkem Lužických Srbů. Své lyrice souznějící s literárním romantismem propůjčil obsahovou závažnost i formální kvalitu. Se svým mnohostranným dílem, které bylo od roku 1875 inspirováno mladosrbským hnutím, se zasloužil o přechod kultury svého národa k evropské moderně 20. století.
S českým prostředím pojilo Ćišinského studium na německém Malostranském gymnáziu a Karlo-Ferdinandově univerzitě, dále překlady české poezie, z níž měl nejblíže především k tvorbě Svatopluka Čecha a Jaroslava Vrchlického, a konečně celoživotní přátelství s českým sorabistou a neúnavným propagátorem jeho básnického díla Adolfem Černým.

## Život

### Mládí
Jacob Barth/Jakub Bart se narodil 20. srpna 1856 v saské hornolužické vsi Kuckau/Kukow. Jako všichni lužickosrbští spisovatelé pocházel ze zemědělské rodiny. Po navštěvování klášterní školy v Heimatdorfu absolvoval v letech 1862–1869 církevní školu při Děkanátu budyšínské kapituly a přípravné studium na Katolickém učitelském semináři v Budyšíně.

### Pražská studia
V letech 1869–1871 pobýval Bart v Praze, kde na římskokatolickém kněžském Lužickém semináři brzy získal povědomí o srbsko-slovanské problematice. To se projevilo jeho vstupem do pražského lužickosrbského spolku Serbowka a prvními literárními pokusy publikovanými v časopise Kwětki. Byly to např. prozaické obrazy z katolického života na vesnici a básnické texty. V období let 1871–1878 studoval na německém Malostranském gymnáziu. Jeho spolužákem byl Jan Neruda, s nímž až do své smrti udržoval kontakt. Od roku 1873 psal Bart také epigramy, drobné básně a zároveň překládal. Roku 1874 napsal povídku Ryćerkubleŕ, mísící prvky sentimentalismu a romantismu. Její děj se odehrává za napoleonských válek roku 1813, slovanská tematika je zastoupena postavami ruských a polských vojáků, nechybí samozřejmě ani milostný příběh. V této době si Bart vylepšil znalost mateřského jazyka, seznámil se s tehdejší českou literaturou, naučil se ovšem také další slovanské jazyky. Po maturitě v roce 1878 studoval teologii a slovanskou filologii na Karlo-Ferdinandově univerzitě (1877–1881). V roce 1875 vstoupil do Matice srbské, byl jedním ze zakladatelů tzv. „schadźowanek“, což jsou každoroční setkání lužickosrbské mládeže, a jedním z iniciátorů prvního vydání sebraných spisů Handrije Zejlera (1883–1891). V letech 1877–1881 byl rovněž redaktorem a hlavním přispěvatelem časopisu Lipa Serbska, na jehož stránkách v roce 1878 navrhl plán lužickosrbského národního divadla. V tomto časopise se angažoval v ostré diskusi mezi radikálnějšími mladosrby a konzervativními starosrby.

### Návrat do Lužice
V letech 1881–1882 absolvoval vojenskou službu v Budyšíně, roku 1883 byl vysvěcen na katolického kněze. V období let 1883–1884 působil jako kaplan v obci Ralbitz/Ralbicy, roku 1884 se stal kaplanem v Radworu/Radibor. V roce 1884 vydal svůj knižní debut – básnickou sbírku Kniha sonetow věnovanou významnému podporovateli lužickosrbského písemnictví, historikovi, katolickému duchovnímu a rovněž odchovanci pražské univerzity Michału Hórnikovi. V této sbírce začal používat ironický pseudonym „Ćišinski“ (tj. zamlklý), kterým chtěl vyjádřit, že odstupuje z dosavadních kulturně-politických diskusí mezi mladosrby a starosrby a nadále chce za sebe nechat mluvit svou poezii. Tato i další sbírka Formy (1888) získala uznání Jaroslava Vrchlického. Roku 1884 se Ćišinski seznámil s českým básníkem, diplomatem, slavistou, sorabistou a etnografem Adolfem Černým, který se stal jedním z největších propagátorů jeho díla. Zatímco však získal uznání českého publika, doma v Lužici byl od roku 1887 neustále překládán a stíhán. Církevní úřady proti němu opakovaně vedly disciplinární řízení, takže nedostal vlastní faru a následujících šestnáct let z dvaceti musel strávit mimo území lužickosrbského osídlení.

### Kaplan a farář v exilu
Léta 1887–1888 prožil Bart-Ćišinski jako kaplan a farní administrátor v německojazyčné obci Schirgiswalde (Šěrachow), v letech 1888–1896 se pak stal kaplanem v drážďanské Katedrále Nejsvětější Trojice, kam docházeli také místní Lužičtí Srbové, Češi a Poláci. V tomto poměrně šťastném období spolupracoval s hudebním skladatelem Bjarnatem Krawcem a s českou operní pěvkyní Terezou Saakovou (*1868), kterou údajně platonicky miloval. V roce 1896 se dostal do církevní internace v klášteře v Zákupech, po té byl přeložen do Kamence, kde se ovšem mohl stýkat s Čechy a s Poláky. V letech 1896–1901 byl kaplanem v Chemnitz. Na přelomu 19. a 20. století patřil ke skupině srbských literátů kolem faráře Jakuba Hermanna, v roce 1900 vstoupil do nově založené organizace lužickosrbských spisovatelů Koło serbskich spisowaćelow. V této době byl pod značným psychickým tlakem, což se brzy projevilo na jeho zdravotním stavu: roku 1901 absolvoval léčebný pobyt na psychiatrické a protialkoholní klinice ve Waldernbachu. V letech 1901–1903 pak působil jako farář v německém Radebergu a roku 1903 byl na vlastní žádost předčasně penzionován.

### Poslední léta
Na odpočinku, kdy žil ve svém rodišti a jeho okolí, se konečně mohl plně věnovat literární a kulturní práci. V letech 1904–1909 byl redaktorem kulturního měsíčníku Łužica, psal kritické eseje o lužickosrbské literatuře pro ostatní slovanské časopisy, stal se i mluvčím lužickosrbské lidové opozice. Při své návštěvě Prahy v roce 1906 se osobně setkal s Vrchlickým, český tisk také podrobně informoval o jeho čestném přijetí ve Dvoře Králové u příležitosti jeho padesátých narozenin. Byl rovněž jmenován čestným členem české Akademie věd. V tomto období dokončil poslední knihy veršů, dvě z nich byly posmrtně vydány jeho nejbližším přítelem evangelíkem a spisovatelem Arnoštem Mukou v letech 1911–1913. Souborné vydání spisů Barta-Ćišinského potom vyšlo v 80. letech 20. století s předmluvou brněnského básníka a překladatele Jaroslava Suchého. Ćišinský, který měl podle dopisů A. Černému ještě velkolepé plány, onemocněl v roce 1909 vážnou srdeční chorobou. Jakub Bart-Ćišinski zemřel v Pančicích 16. října 1909. Za svého života nedošel všeobecné obliby na domácí scéně. Jeho bilance však přece jen nebyla tak špatná: lužičtí vydavatelé si ho vážili a téměř všechny své sbírky vydal za svého života. Teprve posmrtně se mu v Lužici dostalo širšího, zato ale trvalého uznání a jeho náročná poezie ovlivnila další vývoj lužickosrbské literatury. Na Ćišinského počest je od roku 1953 udělována „Ćišinského cena“ (Myto Ćišinskeho).

## Literární dílo
| Spěwam domjace a cuze hłosy, kwětki šćipam z łukow, hór a hajow; takt a barbu pěseń sebi prosy wot wutroby a wot starych bajow; wjesoły sjerdź rytmiskich sym hrajow, wysk a stysk mi mysl a wobraz nosy. Hraju z formu rady w pěsnjow raju, kuzło budźu, słowam hudźu reje, kćěwy košu, prošu spěwy meje, haju rym a rytmus w serbskim kraju. Formy (1888) |
| |

| Zpívám hlasy domácí a cizí, květy z hor, luk moje píseň tají, moje píseň takt a barvu ryzí prosí od srdce a starých bájí, ve hrách rytmických má píseň mizí, stesk i výkřik radosti ji znají. Rád zahrávám s formou v písní ráji, kouzlo budím, slovům tance hudu, zpěvy skřivana, jež střásá v hrudu, hájím rým a rytmus v srbském kraji. Formy (1888) [přel. Adolf Černý] |
| |

### Počátky sonetu
Vlastním jménem podepsal Bart poprvé báseň Zrudny wowčer, kde je pro lužickosrbskou literaturu netypicky použit Theokritův motiv rozmluvy dvou pastýřů. Text má vlastenecký charakter, stádo ovcí je přirovnáno k národu a ovčák k duchovnímu vůdci národa. Národní nota je zde ovšem spojena s klasickou literární formou. U sonetů Stara-nowa lipa, Hubatej žabje a Mojej wjesnej domiznje si již Černý povšiml, že vlastnecké téma se u Barta od počátku pojí se satirou a ironií. Bartovi je vlastní také romanticky procítěné téma přírody. Důraz je při tom kladen na čistotu poetického jazyka a klasickou formu. Zprvu se v jeho díle objevují tradiční metafory: návaly vichru ohýbají Lužici jako slabý stonek stébla, slabý lužickosrbský národ ještě závisí na dobrém či zlém osudu. Na příkladu ostatních slovanských národů však básník zdůrazňuje, že neplodný pesimismus je v takové situaci hříchem. Překladová činnost, která byla pro Barta jakousi rozcvičkou, ho naučila novým „formám“, jeho cílem však byla tvorba originální. Po celý život si ponechával mollové ladění a to i v rané vlastenecké lyrice: mladíkovi, který v jeho básni Łužicy připíjí na zdar Srbstva, se rozbije sklenka v ruce, šumění Sprévy oplakává smutný osud Lužických Srbů. Rokem 1877 končí první etapa Bartovy tvorby, kterou sám charakterizoval jako dobu pokusů. Jeho program, který žádal poetiku hodnou kvalit lužické srbštiny, byl v této době již promyšlen, což se ve formálním ohledu projevilo volbou mužských rýmů a vzorů klasického básnictví.

### Kniha sonetow
Knižní debut Ćišinského z roku 1884 obsahuje celkem padesát sonetů v několika cyklech. Takto Bart demonstroval jako první lužický básník básnický rytmus. Arnošt Muka jeho převratný význam pro lužickosrbskou poezii ocenil slovy: „Zejler je dítě přírody – Ćišinski dítě kultury; Zejler je prostá naivní duše, Ćišinski reflexivní.“ Sbírka tematizuje dva hlavní okruhy: lužický vlastenecký (slovanský) a intimělyrický. Pro vlastenecké sonety je ještě typická elegie, tichý smutek a pohled do minulosti dávných Milčanů. Cyklus lyrický je ohlasem romantického smutku: lyrický subjekt zde vábí večer, noc, zpěv slavíka v měsíční noci, šumění staré lípy, obrysy dalekých hor. Černý tuto knihu charakterizuje „jako zavinutou do měkké pavučinky (kromě sonetů Slovanům a Srbům), vše je jakoby přitlumené.“

### 80. léta 19. století
Už během svého působení v Radiboru chystal Ćišinski svou další sbírku Formy, která vyšla v roce 1888. V návaznosti na první sbírku se i zde snaží o „rozvinutí“ a zdokonalení lužickosrbských básnických forem: využívá tercíny, sestiny, kancóny, madrigaly, triolety, ronda i gazely. Z korespondence s Černým je patrné, že tyto formy důkladně studoval a „trénoval“, neboť poezii chápal jako element hry. Formy jsou souhrnem několika menších celků. V prvním cyklu Mjetele ve své téměř výlučně přírodní a milostné lyrice opouští zasněnou a elegickou notu, namísto motivů mraků a mlžného oparu nastupuje častější motiv světla a slunce, což patrně souvisí s vlivem parnasistického postulátu českého literárního sdružení lumírovců. Další dva oddíly Balady a Romance jsou bližší lidovému duchu. Jejich základním rysem je lidově chápaná víra; prohřešky proti věrnosti a čistotě lásky, které jsou vždy potrestány (blesk zabije syna, který podlehne kouzlu tance v době, kdy jeho matka leží na márách apod.). Elegičnost je nahrazována razancí a angažovaností, v době nuceného pobytu mimo „vlast“ však sílí láska k ní a následný smutek. V pořadí třetí sbírka Přiroda a wutroba, která vyšla roku 1889, je nejradostnější sbírkou Ćišinského, vytvořenou snad z platonické lásky ke zpěvačce Tereze Saakové (obsahuje i texty milostné). Reflexe přírody tu není popisem reality, ale spíše komplexním ztvárněním vztahu k ní uměleckými prostředky. Tragická nota v básních Kwětkow smjerć a Pohrjeb lěta s tématem věčného koloběhu přírody a jejích vegetativních cyklů je potom příznakem silné vnitřní rozervanosti básnického subjektu.

### 90. léta 19. století
Do poloviny 90. let 19. století se Ćišinski odmlčel, protože v důsledku potíží s úřady a s konzervativními lužickými kruhy prožíval vnitřně velmi těžké období. Třetí etapu své tvorby zahájil sbírkou Serbske zynki (1897), která je jakousi analogií české básnické tvorby školy nejen Vrchlického, ale také Zeyerovy. Hlásí se zde ke klasickým etickým a básnickým hodnotám a postupně dochází k vyrovnanější notě a k moudrému pohledu na život. Původní raný romantismus byronského typu se v této sbírce snoubí s vyzrálými směry novoromantismu, které se již blíží k modernistické literatuře. Lužickosrbský život se všemi nedostatky je tématem cyklu Wěrne zynki, kde básník tepe do národních hříchů a ostře vystupuje proti svým protivníkům. V textu se objevuje metafora Lužice jako ostrova uprostřed německého moře, který se však nesmí nechat vlnami pozřít. Kritizována je nejednotnost lužického národa, přesto Ćišinski věří, že jeho lid nezahyne, neboť je v něm železná síla, vytrvalost a zdravý duch. V roce 1900 vydal sbírku balad a romancí Krew a kraj, kterou chtěl volbou lidových motivů dokázat, že nechce psát jen pro tzv. inteligenci. Sbírka Z křidłom worjołskim (1904) stupňuje ironii a sarkasmus ve spojení s hledáním vnitřního klidu. Jsou v ní obsaženy jedny z jeho nejlepších zralých filozofických básní, jako Pozdźe, Koło časow, Dźiwne psy, Dźiwna swjatosć a Via Dolorosa. Jedním z nejoblíbenějších motivů Ćišinského, který se zde objevuje v básni Worjołej, je orel jako obecný symbol silné individuality a konfliktu se společností, který slouží k vymezení se z „lužického folklórního kolektivu“. O rok později vyšla sbírka s názvem Wysk a stysk s vlasteneckými, formálně dokonalými sonety. Ze všech zní napomínání k nebojácnosti, sebevědomí a tvrdosti vůči nepřátelům. Roku 1906 vyšla sbírka Za Ćichim, v níž lyrický subjekt přijímá novou uměleckou identitu se slovy: „Bart mortwy je, nět Ćišinski budź žiwy!“ Ve dvou posledních sbírkách se Ćišinski opět vrací k tématům lužické vesnice, vesnický život je však nazírán idylicky, proniknutý prostou lidovou zbožností. V roce Ćišinského smrti vyšla sbírka Swětło z wyšiny, ve které se vyznává z lásky k „olympské“ Múze a zároveň se v básni Modernym basnikam vymezuje proti „moderní“ literatuře. Komentuje tak svůj postoj k nihilismu a vyzvedává klasickou formu veršů. V cyklu W kuzłu njewidźomneho pak vystupuje básník, který si již dost užil světského hluku, chodí po lese, kde se k němu přidá jakýsi cizinec. Je to sám Kristus, který lyrický subjekt utěšuje a vyzývá jej k trpělivosti. Životní i tvůrčí pouť J. Barta-Ćišinského je typickou poutí básníka, pro něhož je tvorba prostředkem poznání či zasvěcení do chápání života a umění, zároveň je však příčinou jeho smrti, neboť Bart patří k těm, které aktivní tvorba doslova „sežehla“.

## Exkurz: Bart-Ćišinski a Adolf Černý
Adolf Černý (1846–1952) zahájil v roce 1884 svou první návštěvou v Lužici kontakty s lužickosrbskými literáty; zde poznal také Ćišinského, jehož dílo sledoval již od roku 1881. K jejich bližšímu seznámení ovšem došlo až v Radworu v roce 1886, kde básník působil jako kaplan. Od té doby započala jejich celoživotní korespondence, Černý začal zevrubněji sledovat Bartovu tvorbu a také překládat jeho poezii. V roce 1888 založil Černý po konzultaci s M. Hórnikem novou lužickosrbskou edici. Ćišinski reagoval nejprve nedůvěřivě a příliš se mu nelíbila myšlenka, aby lužickosrbskou edici vydával cizinec. Přislíbil však Černému, že do edice poskytne připravovanou sbírku Přiroda a wutroba. Když byl však jako první svazek otištěn Černého lužickosrbský překlad Hálkových Večerních písní, těžce nesl, že byla dána přednost překladu zahraničního autora. Před vydáním druhého svazku, jímž už byla sbírka Přiroda a wutroba, se Ćišinského dotklo, že si Černý dovolil vyžádat jeho text ke korektuře. Později Černý zprostředkoval kontakt s Ćišinským svému básnickému vzoru Jaroslavu Vrchlickému. Se jménem Adolfa Černého je spjat časopis Slovanský přehled, jehož byl zakladatelem a hlavním redaktorem. Měl značnou zásluhu na tom, že zde byl věnován prostor sorabistické problematice. V tomto časopise pak otiskl své překlady Ćišinského poezie, a ve své době jeho nejúplnější biografii a bibliografii. Černého badatelský zájem o lužickosrbskou poezii neskončil ani po Ćišinského smrti roku 1909, naopak následujícího roku vydal publikaci Stawizny basnistwa łužiskich Serbow. Knižka 1., Basnistwo hornjołužjskich Serbow, k jejímž nejdůležitějším pasážím patří právě rozbor básnické tvorby Jakuba Barta-Ćišinského.

## Bibliografie

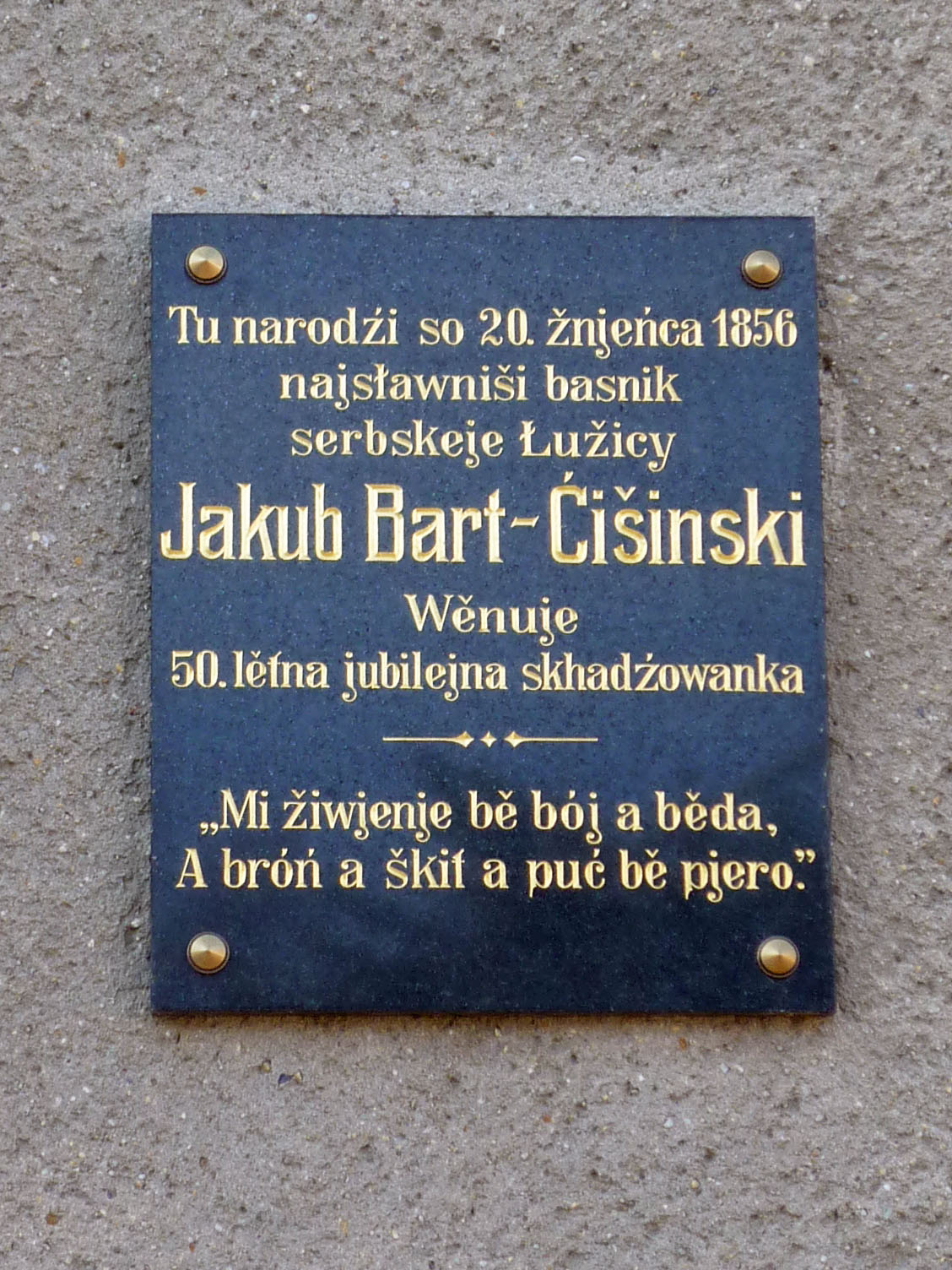
Paměťní deska na rodném domě Jakuba Barta-Ćišinského v obci Kuckau/Kukow.

### Poezie
- Nawoženja (Lipa Serbska 1877)
- Kniha sonettow. Budyšin: z nakładom spisaćela, 1884. [ii], 67, [i] s.
- Formy. Budyšin: Smolerjec, 1888. [II], 160 s.
- Přiroda a wutroba. Budyšin: [s.n.], 1889. 81 s. Knihownja Serbska; č. 2.
- Serbske zynki: basnje. Budyšin: Matica Serbska, 1897. 8, 110 s. Basnje; zběrka 4.
- Ze žiwjenja. Budyšin: Smolár, 1899. xiii, 109 s. Basnje - Jakub Bart; sběrka 5.
- Krew a Kraj. Budyšin: z nakładom basnikowym, 1900. [vii], 92 s. Ballady Jakuba Ćišinskeho; 6. zběrka.
- Z křidłom morjołskim. Budyšin: [s.n.], 1904. iv, 103 s. Basnje Jakuba Ćišinskeho; 8. zběrka.
- Z juskom wotčinskim. Budyšin: z nakładom E. Muki, 1904. ii, 100 s. Basnje Jakuba Ćišinskeho; 9. zběrka.
- Wysk a stysk. Budyšin: Z nakładom dra. E. Muki, 1905. ix, 72 stran. Wótčinske sonetty Jakuba Ćišinskeho; 10. zběrka.
- Za Ćichim. Budyšin: E. Muka, 1906. 136 s. Basnje Jakuba Ćišinskeho; 11. zběrka.
- Serbske wobrazki. Budyšin: Z nakładom basnikowym, 1908. 95 stran. Basnje Jakuba Ćišinskeho; 12 zběrka.
- Swětło z wyšiny: basnje Jakuba Ćišinskeho. Budyšin: E. Muka, 1911. 96 s. Basnje - Jakub Bart. 13. zběrka.
- Při njebjeskich wrótkach. Budyšin: z nakładom fararja kanonika Jak. Herrmanna, 1906. s. 101-144. basnje Jakuba Ćišinskeho. 14. zběrka.
- Z wotmachom; Z domachom; Z doškrabkom. Budyšin: Jakub Herrmann, 1913. 144 s. Jakub Ćišinski: Basnje; 7. a 14. sběrka.
- Wubrana zběrka basni. Wubrał a rjadował Jurij Brězan. Berlin: Volk und Wissen, 1951. 364 stran.
- Nawoženja: narodno-episka baseň v dzewječich spěwach. Budyšin: Koło serbskich spisowacelow, 1926. 99 s., 5 obr. příl. Knihownja dom a swět; 9.
- Basnje z młodych lět. W Budyšinje: z nakładom Koła serbskich spisowaćelow, 1931. 96 stran. Knihownja Dom a swět; [sv.] 21. Ćiśinski J[akub]: Zhromadżene spisy; zeš. 1.
- Narodowc a wotrodźenc. Budyšin: Koło serbskich spisovaćelow, 1937. 116 s. Dom a swět; č. 32. Zhromadźene spisy / Jakub Bart-Čišinski; zeš. 3.
- Spisy młódych lět. Berlin: Volk und Wissen, 1956. 242 s., obr. příl.
- Wuběrk basnjow. Budyšyn: Domowina, 1959. 96 s.
- Moje serbske wuznaće = Mein Bekenntnis. Budyšin: Domowina, 1968. 48 s.
- Serbska poezija. Zestajał Kito Lorenc. Budyšin: Domowina, 1981. 58 s.
- Rědnosć pytaś, ludoju ju twariś: wuběrk basnjow. 2., pśegl. nakł. Budyšyn: Domowina, 1982. 92 s.
- Moje serbske wuznaće. 1. nakład. Budyšin: Ludowe nakładnistwo Domowina, 1992. 99 stran. ISBN 3-7420-0944-3.

### Drama
- Na Hrodzišću: Činohra w pjećich jednanjach. Budyšin: Smolerjec knihićišć, 1880. [iii], 68, iii, [i] s.
- Stary Serb: Wjeselohra w štyrjoch jednan. Budyšin: [s.n.], 1881. 51 s. Serbske dźiwadło. Dźiwadna zběrka serbska; Č. 4.
- Serbske dźiwadło: Dziwadna zběrka serbska. Budyšin: [s.n.], 1881. 1 sv. Zběrka; Čs. 45., 12-15.
- Incognito: burleska ze zašłych dnjow w 1 jednanju. 1. wudawk 1881 (Přiłoha "Lipy Serbskeje"), 2. porjedźeny wudawk (Budyšin 1923), 3. přehladany wudawk 1946. Budyšin: Z nakładom wudowarja Ćišć: Łužisko-serbska typografija Budyšin, 1946. 31 s. Serbska dźiwadłowa zběrka.

### Próza
- Narodowc a wotrodźeńc (Lipa Serbska 1879)

### Korespondence
- Ćišinskeho listowanje z Muku a Černym. Wudałoj z přispomnjejemi Mikławš Krječmaŕ, Pawoł Nowotny, Budyšin: Domowina, 1958. 12, 511 s. Spisy Instituta za serbski ludospyt; 8.

### Souborná vydání
- Zhromadźene spisy. Zwjazk 1, Lyrika. [zestajił a zawod ... napisał P. Malink] Budyšin: Domowina, 1971. lxxxvi, 326 s.
- Zhromadźene spisy. Zwjazk 2, Lyrika. [zestajił P. Malink] Budyšin: Domowina, 1969. 301 s.
- Zhromadźene spisy. Zwjazk 3, Lyrika. [zestajił P. Malink] Budyšin: Domowina, 1969. 299 s.
- Zhromadźene spisy. Zwjazk 4, Lyrika. [zestajił P. Malink] Budyšin: Domowina, 1970. 402 s.
- Zhromadźene spisy. Zwjazk 5, Lyrika. [zestajił P. Malink, studiju "Poezija Jakuba Barta-Ćišinskeho" napisał J. Suchý] Budyšin: Domowina, 1977. 427 s.
- Zhromadźene spisy. Zwjazk 6, Proza.[zestajił P. Malink] Budyšin: Domowina, 1972. 374 s.
- Zhromadźene spisy. Zwjazk 7, Dramatika. [zestajił a studiju "Proza a dramatika Jakuba Barta-Ćišinskeho" napisał P. Malink] Budyšin: Domowina, 1974. 427 s.
- Zhromadźene spisy. Zwjazk 9, Publicistika. [zestajił a studiju "Publicistika Jakuba Barta-Ćišinskeho" napisał P. Malink] Budyšin: Domowina, 1974. 341 s.
- Zhromadźene spisy. Zwjazk 10, Listowanje. [zestajił P. Malink] Budyšin: Domowina, 1975. 309 s.
- Zhromadźene spisy. Zwjazk 11, Listowanje. [zestajił P. Malink] Budyšin: Domowina, 1976. 318 s.
- Zhromadźene spisy. Zwjazk 12, Listowanje. [zestajił P. Malink] Budyšin: Domowina, 1976. 321 s.
- Zhromadźene spisy. Zwjazk 13, Listowanje. [zestajił P. Malink] Budyšin: Domowina, 1978. 396 s.
- Zhromadźene spisy. Zwjazk 14, Listowanje, publicistika, registry, bibliografija, zakónčace słowo. Budyšin: Domowina, 1985. 340 s.

### České překlady
- Výbor básní: s úvodem o básníku. Překlad Adolf Černý. V Praze: J. Otto, 1906. XVII, 57 stran. Světová knihovna; č. 509.
- Sborníček Jakuba Čišinského. Praha: Česko-lužický spolek Adolf Černý, 1926. 77 s., 1 list. Česko-lužická knihovnička; 10.
- Labe. Překlad K. Sedláček. Sadské noviny III, 1934, 5, s. 4.
- Výbor básní. 2., dopl. vyd. V Praze: Společnost přátel Lužice, 1946. 70-[I] s. Lužickosrbská knihovnička; Č. 30.
- Furor teutonicus (1903). Přeložila Zuzana Bláhová-Sklenářová. Česko-lužický věstník, 2008, 18(5), s. 33. ISSN 1212-0790.
- Kniha sonetow = Kniha sonetů, Formy = Formy, Přiroda a wutroba = Příroda a srdce, Serbske zynki = Lužickosrbské zvuky, Ze žiwenja = Ze života, Z wotmachom = Rozmachem, Z křidłom worjołskim = Orlí perutí, Z juskom wótčinskim = Vlasteneckým jásotem, Wysk a stysk = Jásot a stesk, Za ćichim = Potichu, Serbske wobrazki = Lužickosrbské obrázky, Drobjaz = Drobnosti. In: Pražské stopy Jakuba Barta-Ćišinského. Praha: Společnost přátel Lužice, 2010. 367 s. Česko-lužická historie; č. 2. Práce Slovanského ústavu. Nová řada; sv. 32. ISBN 978-80-86420-39-4. Antologická část, s. 171–328.
- Až srdce dohoří. Přel. Adolf Černý. Česko-lužický věstník, 2010, 20(9), s. 65. ISSN 1212-0790.
- Wotmołwa = Odpověď. Přebásnil Václav Daněk. Česko-lužický věstník, 2010, 20(2), s. 9. ISSN 1212-0790.
- Dolina v zimě; Červená oblaka; Poněmčený statek. Přel. Karel Sedláček. Česko-lužický věstník, 2017, 27(6), s. 41. ISSN 1212-0790.